# Socios del espectáculo
Socios del espectáculo fue un programa de televisión argentino emitido por eltrece de lunes a viernes a las 10:30 (UTC -3) con la conducción de Adrián Pallares y Rodrigo Lussich. Su estreno fue el 7 de marzo de 2022 y su último programa se emitió el 3 de enero de 2025.

## Sinopsis
El ciclo aborda temas de espectáculo, farándula y chimentos. Cuenta con la participación de columnistas, invitados en piso, entrevistas exclusivas e informes especiales.

## Historia
En enero de 2022 se supo que Pallares y Lussich abandonarían Intrusos para sumarse a un nuevo programa de espéctaculos en eltrece para suplir el lugar que había dejado LAM, y que también, junto a ellos, dejarían su lugar en el programa de América TV Karina Iavícoli y Paula Varela para sumarse también al nuevo programa.
En febrero del mismo año se confirmó la presencia de Graciela Alfano, Mariana Brey y Luli Fernández en el panel de  este nuevo proyecto. Unos días después se confirmó que Fabián Cerfoglio (ex-locutor de Intrusos) también se suma a las filas de este programa como locutor. Más tarde se confirmó que el programa se estrenaría el lunes 7 de marzo.
El 19 de abril de 2022, Graciela Alfano anunció en vivo que dejaba su lugar como panelista a raíz de una incomodidad que ella sentía con Adrián Pallares. En diciembre del mismo año se supo que Karina Iavícoli dejaría el programa para regresar a Intrusos, siendo reemplazada desde enero de 2023 por Virginia Gallardo, después de su desvinculación de Intrusos.
Desde el 30 de enero de 2023, con motivo de los bajos niveles de audiencia en eltrece y tras múltiples rumores sobre modificaciones en la programación matutina, el programa cambia su horario y pasa a emitirse entre las 10:15 y las 12:00, cediendo su última hora a la serie El zorro. Sin embargo,  tras los malos resultados de estos cambios, a partir del 13 de febrero de 2023 se emite de 10:30 a 12:30.
En marzo de 2023 se supo tras nuevas propuestas laborales y excesivas críticas por ser panelista de espectáculos que Luli Fernández dejaría el programa. A finales del mismo mes, Nancy Duré confirmó su desvinculación de Intrusos y su incorporación al programa. En diciembre de 2023, Virginia Gallardo confirmó su salida del panel para mediados de ese mes, siendo reemplazada por Matías Vázquez desde 2024, luego de su salida del ciclo A la tarde de América TV, en medio de múltiples versiones sobre la continuidad de ese programa.
El 3 de diciembre de 2024, en un comunicado conjunto a través de historias de Instagram, Lussich y Pallares confirmaron el fin del programa para finales del año debido a "un nuevo proyecto para el 2025", que días más tarde se reveló ser el regreso a la conducción de Intrusos para la celebración de sus 25 años.
El programa se despidió y concluyó sus emisiones en vivo el viernes 20 de diciembre de 2024, sin embargo continuó al aire con programas grabados titulados Lo mejor de Socios del espectáculo hasta su final definitivo el viernes 3 de enero de 2025. Desde el lunes 6 de enero, su franja horaria es ocupada por un nuevo programa de espectáculos, Puro Show, con la conducción de Matías Vázquez y Sebastián "Pampito" Perelló Aciar.
Tras la finalización del programa, Adrián Pallares y Rodrigo Lussich usan su marca Socios del Espectáculo, nombre del programa, para referirse a la dupla, siendo presentados así todos los días en la apertura de las emisiones de Intrusos 25 años.

## Secciones
- Escandalones (2022–2024): Rodrigo Lussich presenta cómicamente cinco noticias del mundo del espectáculo, cada una representada en un escalón de la escalera multicolor. También, ante las visitas de figuras destacadas, realiza escandalones temáticos donde repasa momentos de sus respectivas carreras.
- Las bombas (2022–2024): Los Socios cuentan primicias y enigmáticos con pistas.
- La Inti-Cam de los Socios (2022–2024): Adrián Pallares y Rodrigo Lussich susurran a una pequeña cámara que se encontraba entre ellos dos, y generalmente enviaban mensajes privados a personalidades del espectáculo.
- Tres empanadas (2022–2024): Los Socios comentan los mejores momentos en la televisión argentina. Generalmente es presentada como un escandalón dentro de la sección de los Escandalones, pero en otras ocasiones se presenta como una sección aparte.
- Malditos posteos (2022–2024): Rodrigo Lussich repasa los mejores memes y comentarios en redes sociales sobre un suceso del mundo del espectáculo. A veces es presentada como un escandalón dentro de la sección de los Escandalones, pero en otras ocasiones se presenta como una sección aparte.
- Canta con los Socios (2022): Paula Varela repasaba los tres mejores momentos del programa Canta conmigo ahora.
- Choque de mundos (2022): Adriana Aguirre realizaba diferentes trabajos por un día y Fabián Medina Flores recorría Buenos Aires en búsqueda de los precios más accesibles para comprar ropa.
- Socios de la selección (2022): Diego Costa presentaba en vivo desde Qatar la cobertura del Mundial de Futbol 2022.
- La ruleta de los Socios (2023): Rodrigo Lussich giraba una ruleta con distintas categorías y dependiendo en dónde se frenaba la ruleta, comentaba diferentes noticias relacionadas al mundo del espectáculo actual y del pasado.
- Sembramos la duda (2023–2024): Los Socios siembran en una maceta "la duda" sobre una información o rumor que puede o no confirmarse a futuro.
- El sillón de los Socios (2024): Adrián Pallares y Rodrigo Lussich conversan en un sillón sobre momentos de sus vidas o recuerdan momentos destacados del mundo del espectáculo y de la televisión.

## Temporadas
| Temporada | Temporada | Año   | Emisiones | Rating | Ref.   |
| --------- | --------- | ----- | --------- | ------ | ------ |
|           | 1         | 2022  | 216       | 4.6    | [ 16 ] |
|           | 2         | 2023  | 259       | 3.2    | [ 17 ] |
|           | 3         | 2024  | 263       | 3.1    | [ 17 ] |
| Total     | Total     | Total | 738       | 3.7    | [ 17 ] |

## Equipo

### Conductores
- Adrián Pallares (2022–2024)
- Rodrigo Lussich (2022–2024)

### Panelistas
- Graciela Alfano (2022)
- Paula Varela (2022–2024)
- Karina Iavícoli (2022)
- Mariana Brey (2022–2024)
- Luli Fernández (2022–2023)
- Virginia Gallardo (2023)
- Nancy Duré (2023–2024)
- Matías Vázquez (2024)

### Panelistas invitados
- Mariela Prieto (2022)
- Kate Rodríguez (2023)
- Tomás Díaz Cueto (2023)
- Santiago Riva Roy (2023)
- Walter Leiva (2023)
- Ximena Capristo (2023)
- Majo Martino (2024)
- Tatiana Schapiro (2024)

### Colaboradores en sección
- Pepe Pompín, el conejo amarillo (2022–2023)
- Fabián Medina Flores (2022) en Choque de mundos
- Adriana Aguirre (2022) en Choque de mundos
- Diego Costa (2022) en Socios de la selección

### Cronistas
- Tomás Díaz Cueto (2022–2023)
- Celina Hernández (2022)
- Walter Leiva (2022–2024)
- Santiago Riva Roy (2022–2023)
- Bárbara Di Carlo (2023–2024)
- Rodrigo Bar (2023–2024)
- Juani Fernández Juvé (2023–2024)
- Micaela Cantarella (2024)
- Juan Cruz Coscarelli (2024)

### Locutor
- Fabián Cerfoglio (2022–2024)

### Histórico de integrantes
| Adrián Pallares      | Conductor | Conductor | Conductor |
| Rodrigo Lussich      | Conductor | Conductor | Conductor |
| Graciela Alfano      | Panelista |           |           |
| Paula Varela         | Panelista | Panelista | Panelista |
| Karina Iavícoli      | Panelista |           |           |
| Mariana Brey         | Panelista | Panelista | Panelista |
| Luli Fernández       | Panelista | Panelista |           |
| Nancy Duré           |           | Panelista | Panelista |
| Virginia Gallardo    |           | Panelista |           |
| Matías Vázquez       |           |           | Panelista |
| Walter Leiva         | Cronista  | Cronista  | Cronista  |
| Tomás Díaz Cueto     | Cronista  | Cronista  |           |
| Santiago Riva Roy    | Cronista  | Cronista  |           |
| Celina Hernández     | Cronista  |           |           |
| Bárbara Di Carlo     |           | Cronista  | Cronista  |
| Rodrigo Bar          |           | Cronista  | Cronista  |
| Juani Fernández Juvé |           | Cronista  | Cronista  |
| Micaela Cantarella   |           |           | Cronista  |
| Juan Cruz Coscarelli |           |           | Cronista  |
| Fabián Cerfoglio     | Locutor   | Locutor   | Locutor   |

## Premios y nominaciones
| Año  | Premio                           | Categoría                                                       | Receptor       | Resultado | Ref.   |
| ---- | -------------------------------- | --------------------------------------------------------------- | -------------- | --------- | ------ |
| 2023 | Premios Martín Fierro Latinos    | Mejor Labor Femenina en Panel y Performance en TV y plataformas | Mariana Brey   | Nominada  | [ 18 ] |
| 2023 | Premios Martín Fierro de la Moda | Panelista Femenina con Mejor Estilo                             | Luli Fernández | Nominada  | [ 19 ] |